# Arnold Bögli
Arnold Bögli (født 30. maj 1897) var en schweizisk bryder som deltog i de olympiske lege 1928 i Amsterdam.
Bögli vandt en sølvmedalje i brydning under OL 1928 i Amsterdam. Han kom på en andenplads i vægtklassen letsværvægt i fristil bagefter Thure Sjöstedt fra Sverige. Der var seks vægtklasser i den græsk-romerske stil og syv i fristil.